# Caño del Trocadero
El caño del Trocadero es un curso de agua del sur de la península ibérica.

## Descripción
El caño, situado en la bahía de Cádiz, separa el continente de la isla del Trocadero. Aparece descrito en el decimoquinto volumen del Diccionario geográfico-estadístico-histórico de España y sus posesiones de Ultramar de Pascual Madoz con las siguientes palabras:

TROCADERO: caño grande salado que entra en la bahia de Cádiz y circunda una gran porcion de terr., que en punta saliente hácia dicha bahia, corresponde á Puerto Real, del que dista una leg. Tiene dos salidas, el ramal de la der. es navegable en toda su estension y comunica con la ensenada de Puerto Real, y el de la izq. no es navegable sino hasta la cortadura practicada en la guerra de la Independencia, aunque en pleamar pueden pasar hasta faluchos. Uno y otro ramal dejan completamente aisladas las dos porciones del terr. de que se compone el Trocadero.
(Madoz, 1849, p. 160)